# 百合科
百合科植物是被子植物单子叶植物的一科，世界广泛分布，特别是温带和亚热带地区。

## 形态
- 植物多数为多年生草本。
- 通常地下有根状茎、球茎或鳞茎，茎直立或呈攀援状，叶基生或互生、对生、轮生于茎上。
- 花常为两性，各部为典型的3出数；花被片通常6枚，2轮，雄蕊6，离生或部分合生，有时花大而美丽，花单生或排列成各式的花序，子房上位，多为虫媒花。
- 浆果或肉质浆果。

## 分类
传统分类法下百合科曾多达230属3500种，而1998年被子植物种系发生学组分类法（也称APG分类法）发表以来，依DNA系统发生分析结果大幅修订后的百合科仅包含15属，此科下常見的植物有百合花、郁金香、贝母等。

### 属列表
百合科共有15属：
- 老鸦瓣属 Amana Honda
- 仙灯属 Calochortus Pursh
- 大百合属 Cardiocrinum (Endl.) Lindl.
- 七筋姑属 Clintonia Raf.
- 猪牙花属 Erythronium L.
- 贝母属 Fritillaria Tourn. ex L.
- 顶冰花属 Gagea Salisb.
- 百合属 Lilium Tourn. ex L.
- 巫女花属 Medeola Gronov. ex L.
- 假百合属 Notholirion Wall. ex Boiss.
- 宝仙草属 Prosartes D.Don
- 紫脉花属 Scoliopus Torr.
- 扭柄花属 Streptopus Michx.
- 油点草属 Tricyrtis Wall.
- 郁金香属 Tulipa L.